# Aganosma heynei
Aganosma heynei là một loài thực vật có hoa trong họ La bố ma. Loài này được (Spreng.) ined. mô tả khoa học đầu tiên.